# Aarne Valkama
Aarne Valkama (* 26. März 1909 in Vaasa; † 12. November 1969) war ein finnischer Nordischer Kombinierer.
Valkama, der für Lahden Hiihtoseura startete, gewann bei der Nordischen Skiweltmeisterschaft 1937 in Chamonix-Mont-Blanc die Bronzemedaille im Einzel der Kombination hinter den Norwegern Sigurd Røen und Rolf Kaarby.
Auf nationaler Ebene gewann Valkama bei den Finnischen Jugend-Meisterschaften 1928 Bronze und 1929 Silber. Bei den Finnischen Meisterschaften 1931, 1933, 1934 und 1936 gewann er außerdem Silber.